# 全拉致被害者の即時一括帰国を求める国民大集会
全拉致被害者の即時一括帰国を求める国民大集会（ぜんらちひがいしゃのそくじっかつきこくをもとめるこくみんだいしゅうかい）は、北朝鮮による拉致被害者家族連絡会、北朝鮮に拉致された日本人を救出するための全国協議会、拉致議連などの主催で行われている、北朝鮮による日本人拉致問題の解決に向けて行われている集会。

## 概要
2020年10月24日に東京で全拉致被害者の即時一括帰国を求める国民大集会が行われ、菅義偉や加藤勝信等も出席した。ここで菅義偉は、拉致問題の解決のためには国際社会の協力と理解が必要として、自身は総理就任以降各国首脳と電話会談を行い、その中で拉致問題を提起して理解を得ることに取り組んできたということを語る。国連総会の演説でも拉致問題の早急な解決の必要性を強調してきて、その中で金正恩と会って日朝間の実りある関係を重視することは日朝双方の利益にも合致し、地域の平和と安定にも大きく寄与するということを発信してきたということも語る。拉致問題は自身の政権においては最重要課題であり、すべての拉致被害者の一日も早い帰国に向けて全力で取り組むと協調する。
2022年5月29日には東京で全拉致被害者の即時一括帰国を求める国民大集会が開かれる。そこでは北朝鮮による拉致被害者家族連絡会の代表は、拉致被害者の親世代には時間が無いため、総理大臣には強いリーダーシップを期待すると、被害者の早期救出を訴えた。岸田文雄総理大臣は、拉致被害者や家族が高齢化する中で拉致問題への解決には一刻の猶予も無いと強調して、政府をあげて全力をあげて取り組むと語る。横田早紀江は日朝首脳会談への進展を訴える。
2022年10月23日には東京で全拉致被害者の即時一括帰国を求める国民大集会が開かれる。そこで岸田文雄総理大臣は、拉致問題が時間的制約のある人権問題であると強調した上で、すべての拉致被害者の一日も早い帰国を実現させるために全力で取り組むと語った。金正恩と直接向き合う決意があるという方針も語った。続けて2002年に5人が帰国して以来、拉致被害者の帰国が実現していないということは痛恨の極みであると語った。日朝の関係を樹立することについても語り、このことで日朝双方の利益にも合致し、地域の平和と安定にも寄与するため、日朝のトップ同士の関係を構築することが重要と語った。この集会には松野博一も出席しており、拉致被害者への家族に対して申し訳なく思うと謝罪したうえで、拉致問題には一刻の猶予も無く、総理大臣の支持のもと環境整備に努めると語った。
2023年5月27日には東京で全拉致被害者の即時一括帰国を求める国民大集会が開かれる。ここでは岸田文雄は、これまで言及してこなかった特異な発言をする。私直轄のハイレベルな協議を行いたいと考えているとのこと。トップ同士の関係を構築していくことが極めて重要であり、両者が共に新しい時代を切り開いていくという観点からの自身の決意を金正恩に伝えると共に日朝会談を早期に実現したいと語る。
2024年11月23日には東京で石破茂が総理大臣に就任してから初の全拉致被害者の即時一括帰国を求める国民大集会が開かれる。出席した石破茂は2002年9月の日韓首脳会談で北朝鮮が拉致を認めた当時は、自身は拉致議連の会長であったことに触れて、当時の横田早紀江のことも語る。拉致問題に関しては、実際に会いもしない相手を非難しても始まらないとして、正面から向き合いたいとして、金正恩との会談への意欲を示す。
2025年5月24日に東京で開かれた全拉致被害者の即時一括帰国を求める国民大集会では冒頭で2月に死去した有本恵子の父を追悼して1分間の黙祷が捧げられる。ここで横田早紀江は、拉致被害者の親世代で生き残っているのは横田早紀江のみとなっているため、時間が無いと拉致問題の早期解決を訴えた。北朝鮮による拉致被害者家族連絡会代表は、本当に時間が無いとして、日本政府には日朝首脳会談の実現を訴えた。石破茂は問題解決のために国際社会に訴えていく重要性を強調して、金正恩との直接会談を行うことへの意欲を示す。